# Transamerica
Transamerica – amerykański dramat filmowy w reżyserii Duncana Tuckera z 2005 roku.
Fabuła filmu opiera się na losach transpłciowej kobiety Bree (postać grana przez popularną aktorkę Felicity Huffman), która nieoczekiwanie zmuszona jest do spotkania po wielu latach ze swoim synem Tobym (rola Kevina Zegersa). Dodatkową komplikacją jest fakt, że Toby nie ma pojęcia, iż odbierająca go z więzienia w Nowym Jorku kobieta jest w istocie jego ojcem.

## Główne role
- Felicity Huffman - Bree
- Kevin Zegers - Toby
- Fionnula Flanagan - Elizabeth
- Elizabeth Peña - Margaret
- Graham Greene - Calvin
- Burt Young - Murray
- Carrie Preston - Sydney
- Venida Evans - Arletty
- Jon Budinoff - Alex
- Raynor Scheine - Bbby Jensen
- Grant Monohon - Autostopowicz
- Bianca Leigh - Mary Ellen

## Nagrody i wyróżnienia
Oscary za rok 2005
- Najlepsza piosenka - Travelin' Thru - muz. i sł. Dolly Parton (nominacja)
- Najlepsza aktorka - Felicity Huffman (nominacja)

Złote Globy 2005
- Najlepsza aktorka dramatyczna - Felicity Huffman
- Najlepsza piosenka - Travelin' Thru - muz. i sł. Dolly Parton (nominacja)

Nagrody Satelita 2005
- Najlepsza aktorka dramatyczna - Felicity Huffman